# Sheila Jackson Lee
Sheila Jackson Lee (ur. 12 stycznia 1950 w Queens, zm. 19 lipca 2024 w Houston) – amerykańska adwokatka, polityczka, członkini Partii Demokratycznej.

## Działalność polityczna
Od 1990 do 1994 zasiadała w Radzie Miasta Houston. Od 3 stycznia 1995 do śmierci 19 lipca 2024 przez piętnaście kadencji była przedstawicielką 18. okręgu wyborczego w stanie Teksas w Izbie Reprezentantów Stanów Zjednoczonych.